# 切尔哈陶拉普
切尔哈陶拉普，是匈牙利诺格拉德州所辖的一个村。总面积10.47平方公里，总人口355，人口密度33.9人/平方公里（2011年1月1日）。